# Cuiping

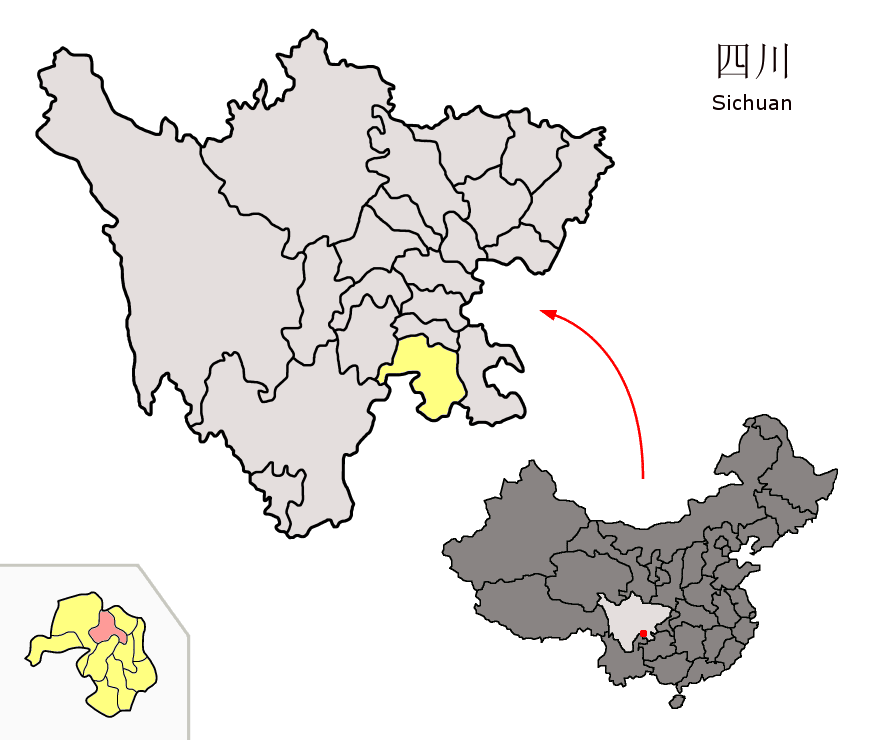
Lage des Stadtbezirks Cuiping (rosa) in der bezirksfreien Stadt Yibin (gelb).

Der Stadtbezirk Cuiping (chinesisch 翠屏区, Pinyin Cuìpíng Qū) ist ein Stadtbezirk der bezirksfreien Stadt Yibin im Südosten der südwestchinesischen Provinz Sichuan. Er hat eine Fläche von 1.410 km² und zählt 887.359 Einwohner (Stand: Zensus 2020). Er ist Zentrum und Sitz der Stadtregierung von Yibin.

## Administrative Gliederung
Auf Gemeindeebene setzt sich der Stadtbezirk aus zehn Straßenvierteln, acht Großgemeinden und sechs Gemeinden zusammen. 